# Edmund Kanoldt

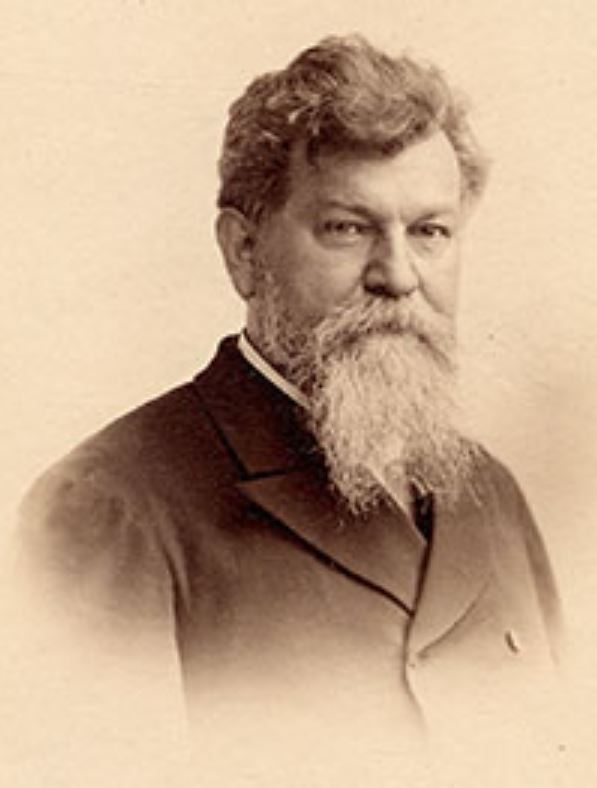
Edmund Kanoldt

Edmund Friedrich Kanoldt (* 13. März 1845 in Großrudestedt bei Weimar; † 27. Juni 1904 in Bad Nauheim) war ein deutscher Maler.

## Leben und Werk
Edmund Kanoldt, Sohn des Apothekers Christian Friedrich Kanoldt und von dessen Ehefrau Friederike, geb. Gams, verbrachte seine Kindheit und Jugend in Jena, wo er auch das Gymnasium besuchte. Nachdem er zunächst auf Wunsch seines Vaters eine Ausbildung zum Buchhändler begonnen hatte, wurde er mit neunzehn Jahren in Weimar Schüler des in seiner Zeit berühmten Odyssee-Malers Friedrich Preller d. Ä., dessen Kunstauffassung maßgeblich von Klassizisten wie Joseph Anton Koch geprägt wurde. Nach den fast fünf Lehrjahren in Weimar, in denen nicht nur eine künstlerisch, sondern auch persönlich enge Verbindung des Schülers zu seinem Lehrer entstand, ging Kanoldt 1869 nach Rom, wo er sich unter dem Einfluss von Heinrich Dreber, einem Schüler Ludwig Richters, der stilisierten heroischen Landschaft widmete. Auf den Spuren seines Lehrers Preller besuchte er Olevano Romano, wo auch seine Bleistiftzeichnung La Serpentara di Olevano entstand. Der erste Italienaufenthalt Kanoldts endete 1872.
In den beiden folgenden Jahren unternahm er mehrere Studienreisen in verschiedenen Gegenden Deutschlands. In dieser Zeit machte er in München Bekanntschaft mit dem Landschaftsmaler Adolf Heinrich Lier, der der an französischen Künstlern, insbesondere der Schule von Barbizon, orientierten intimen Landschaftsmalerei nahestand, einer Stilrichtung, die jedoch den von Preller d. Ä. geprägten künstlerischen Auffassungen Kanoldts nicht zusagte. Im Sommer 1874 – nach anderen Quellen bereits 1873 – kehrte er nach Italien zurück, um Zeichnungen für das Engelhornsche Prachtwerk über Italien anzufertigen. Als Kanoldt erfuhr, dass die Serpentara, ein Eichenwäldchen nahe Olevano Romano, abgeholzt werden sollte, initiierte er eine Spendensammlung unter deutschen Künstlern, mit der das Wäldchen zugunsten des Deutschen Reichs und des Deutschen Kaisers Wilhelm I. gekauft werden sollte.  Während seiner Studienreisen nach Rom stand er in Verbindung zu einer Reihe dort wirkender deutscher Maler, neben Heinrich Dreber u. a. Carl Schuch und Anton von Werner. In Rom hatte Edmund Kanoldt auch seine spätere Frau, die in New York geborene, mit ihrer Familie in Moskau lebende Sophie Hellwig (1853–1919), kennengelernt. Die Hochzeit fand 1875 in Moskau statt, wo das Paar danach noch etwa ein Jahr seinen Wohnsitz hatte.
1876 ging Kanoldt nach Karlsruhe, das bis zu seinem Tod der Wohnsitz und die zentrale Wirkungsstätte des Künstlers blieb. An der Großherzoglich-Badischen Kunstschule  bildete er sich koloristisch bei dem Historien- und Porträtmaler Ferdinand Keller weiter, der auch seine Landschaften bisweilen mit Figuren staffierte. In Karlsruhe gehörte Edmund Kanoldt 1885 zu den Begründern der Großherzoglichen Malerinnenschule, einer von der Stadt und dem Staat finanziell unterstützten Privatschule, die damals zu den wenigen Einrichtungen in Deutschland zählte, in denen Frauen ein geregeltes Kunststudium absolvieren konnten. Bis 1888 unterrichtete er an dieser Schule das Fach Landschaft. Über seine Arbeit als Maler hinaus setzte sich Kanoldt auch öffentlich im Interesse der Kunst und der Künstler ein. So engagierte er sich etwa in der Kunstgenossenschaft Karlsruhe, dem Zweigverein der Allgemeinen Deutsche Kunstgenossenschaft in Baden, die als Berufsverband die Belange der bildenden Künstler vertrat, u. a. durch die Organisation von viel beachteten Gemäldeausstellungen. Für die sozialen Anliegen der Künstler und deren Familien trat Kanoldt auch als Mitbegründer und Interessenvertreter der Renten- und Pensionsanstalt für bildende Künstler aktiv ein.  Überregionale Beachtung fand das von ihm initiierte große Künstlerfest, das im März 1901 unter dem Namen Drei Tage im Morgenlande in Karlsruhe stattfand und dessen Erlös für die Erhöhung des Unterstützungsfonds der Renten- und Pensionsanstalt verwendet wurde.
1885 wurde ihm vom Großherzog Carl Alexander von Sachsen-Weimar der Titel „Professor“ verliehen.
Edmund Kanold stand in Verbindung zu zahlreichen Künstlern, nicht nur in seinem unmittelbaren Wirkungskreis Karlsruhe und der Region Baden, sondern weit darüber hinaus. Unter den zahlreichen Malerfreunden waren auch zwei malende Verwandte seines einstigen Weimarer Lehrers: Friedrich Prellers d. Ä. gleichnamiger Sohn, Kunstprofessor an der Dresdner Akademie, und Julius Preller, ein Neffe, der als Landschaftsmaler in Friesland lebte. Ein Beispiel für das überregionale Ansehen, das Edmund Kanoldt in seiner Zeit genoss, ist die Rede, die er am 25. April 1904 auf der großen Gedenkfeier zu Friedrich Preller d. Ä. 100. Geburtstag in Weimar vor zahlreichen Künstlern aus ganz Deutschland hielt. Nur wenige Wochen danach starb Kanoldt. Die Trauerrede bei seinem Begräbnis hielt sein Malerkollege Hans Thoma, zu dieser Zeit Direktor der Kunsthalle Karlsruhe.
Edmund Kanoldts Werke zeichnen sich durch stimmungsvolles, poetisch komponiertes und durch reiches, saftiges Kolorit aus.
Für ein Leipziger Privathaus malte er die Geschichte von Amor und Psyche in acht Bildern. Einen Namen machte sich Kanoldt auch als einfühlsamer Illustrator bekannter literarischer Werke. So illustrierte er z. B. Joseph von Eichendorffs Novelle Aus dem Leben eines Taugenichts (Leipzig 1886), Theodor Storms Erzählung Immensee (1887, ebd.) und William Shakespeares Schauspiel Ein Sommernachtstraum (ebd. 1890).
Die Malerin und Schriftstellerin Johanna Kanoldt (1880–1940) ist seine Tochter, der Maler Alexander Kanoldt (1881–1939) ist sein Sohn.

## Hauptwerke

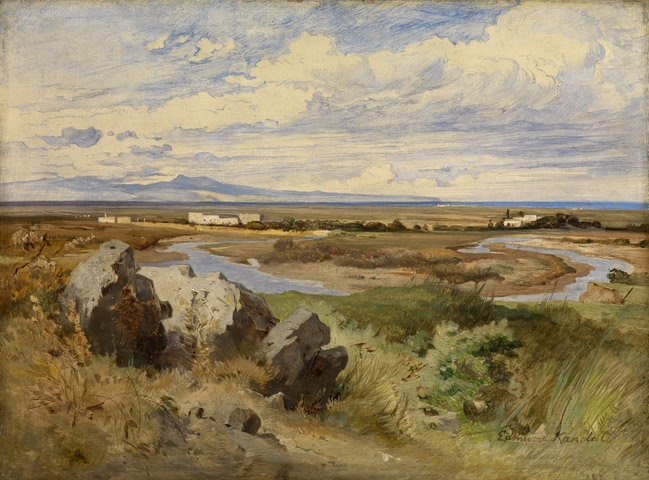
Blick auf den Campo d' Annibale bei Cannae (1974)

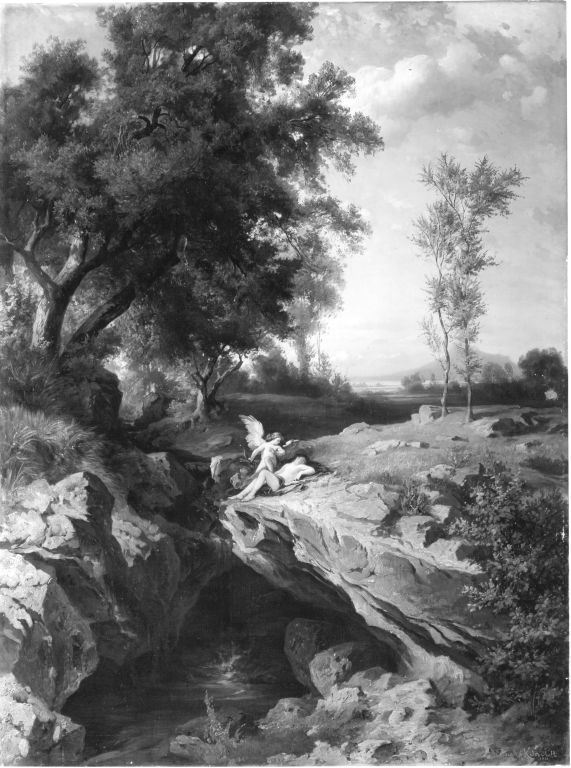
Amor findet die schlafende Psyche

- 1874: Blick auf den Campo d'Annibale bei Cannae, Öl auf Leinwand, 32 × 43 cm, Staatliche Kunsthalle Karlsruhe[7]
- 1883: Landschaft mit Hero Leander erwartend, Öl auf Leinwand, 185 × 130 cm, Staatliche Kunsthalle Karlsruhe[8]
- Canossa
- Kyffhäuser
- Hünengrab auf Rügen
- Odysseus auf der Ziegenjagd
- Iphigenie in Tauris
- Sappho
- Thetis und Achilles
- Dido und Aeneas auf der Jagd
- Antigone an der Leiche des Eteokles